# Oxyopes ludhianaensis
Oxyopes ludhianaensis är en spindelart som beskrevs av Sadana och A.K. Goel 1995. Oxyopes ludhianaensis ingår i släktet Oxyopes och familjen lospindlar. Inga underarter finns listade i Catalogue of Life.